# Ndondština
Ndondština, známá též jako oshiwambo [ošiwambo], je skupina jazyků původem z Namibie a Angoly. Mluvčí jsou z kmene Owambo. Tato skupina zahrnuje asi sedm jazyků, z čehož některé mohou být považovány za dialekty. Ve dvou z těchto jazyků se i učí na základních školách na prvním stupni s postupným přechodem na výuku v jazyce oficiálním, kterým je v Namibii angličtina.
Jedná se o následující jazyky nebo dialekty:
- ndonga, neboli oshindonga,
- kwanyama, neboli oshikwanyama,
- kwambi, neboli oshikwambi,
- ngandyera, neboli oshingandyera,
- eunda,
- kwaludhi,
- mbalantu.

## Příklady
- Ongaipi – čau[zdroj?]